# 사자드 아누시르바니
사자드 아누시르바니 함라바드(페르시아어: سجاد انوشیروانی حمل آباد,‎ 1984년 5월 12일~)는 이란의 전직 역도 선수이다. 2012년 하계 올림픽 남자 슈퍼헤비급에서 은메달을 획득했으며 세계 선수권 대회 은메달 1개, 아시안 게임 동메달 1개를 획득했다.